# Catagramma incarnata
Catagramma incarnata är en fjärilsart som beskrevs av Johannes Karl Max Röber. Catagramma incarnata ingår i släktet Catagramma och familjen praktfjärilar. Inga underarter finns listade i Catalogue of Life.